# Плејнвју (Тенеси)
Плејнвју (енгл. Plainview) град је у америчкој савезној држави Тенеси.

## Демографија
По попису из 2010. године број становника је 2.125, што је 259 (13,9%) становника више него 2000. године.
| Група             | 2000.         | 2010.         |
| Белци             | 1.828 (98,0%) | 2.040 (96,0%) |
| Афроамериканци    | 1 (0,1%)      | 8 (0,4%)      |
| Азијати           | 11 (0,6%)     | 4 (0,2%)      |
| Хиспаноамериканци | 6 (0,3%)      | 45 (2,1%)     |
| Укупно            | 1.866         | 2.125         |